# École Polytechnique (Frankrig)
 For alternative betydninger, se École Polytechnique. (Se også artikler, som begynder med École Polytechnique)
École Polytechnique (også kaldet Polytechnique eller eller l'X i Frankrig) er en fransk statslig højere uddannelses- og forskningsinstitution beliggende i Palaiseau tæt på Paris som har specialiseret sig i at uddanne polyteknikere.
Polytechnique blev grundlagt under den franske revolution i 1794 af Gaspard Monge, og den blev en militær skole under Napoleon i 1804. Den er stadig underlagt det franske forsvarsministerium i dag. Oprindeligt var skolen placeret i Latinerkvarteret i det centrale Paris. Den flyttede til Palaiseau ca. 14 km sydvest for Paris i 1976.
Polytechnique er af de Grandes Écoles som traditionelt har forberedt teknokrater til lede fransk statsadministion og industri.